# До річкових земель
«До річкових земель» (англ. Into the Riverlands) — фентезійна повість Нґі Во 2022 року. Це третій опублікований запис у циклі «Співучі пагорби». Кожна повість може бути точкою входу в серію або окремою казкою.
Повість досліджує питання автентичності, правди та оповіді. Вона отримала схвалення критики, здобула премію Ignyte Award 2023 як найкраща повість та буланомінована на премію «Г'юго» 2023 як найкраща повість та «Неб'юла» як найкраща повість.

## Сюжет
Клірик Чих вирушає на спірну територію річкових земель зі своїм птахом, що розмовляє, Майже Геніальним. Вони подорожують разом із одруженю художницею Вей Цзіньтай, її побратимом Мак Сангом, жінкою середніх років Лао Бінґі та чоловіком Бінґі Мак Ханом.
Під час прогулянки Вей розповідає про прирічкові землі та їхню історію. Серед них — розповіді про Порожню Руку, банду розбійників, які колись контролювали цю місцевість. Одного разу вони напали на молоду наречену з родини Ні і перерізали їй горло, а розлючений майстер бойових мистецтв Майстер Тремтячої Землі знищив Порожнисту Руку. Санг, яка називає себе «потворна жінка», розповідає історії про героїнь, які не дотримуються традиційних стандартів краси. На привалі група знаходить понівечене тіло з білим відбитком руки на грудях, що вказує на те, що Порожня Рука повернулася. Вони ховають тіло і встановлюють варту.
Тієї ночі Кхань розповідає Чиху історію про Дику Свиню Ї, страшну забіяку. У цій історії вона та її супутники, Могильний Привид Чен і Принцеса Ньє, перемогли Порожню Руку. Наступного ранку Чих та їхні супутники залишають табір і дорогою на них нападають розбійники. Лао, Кхань і Вей дають їм відсіч.
Вони прибувають до Бетоні Док і дізнаються, що на місто напали. Чих ховається з літніми та дітьми в храмі. Бандити вдираються до храму, де стикаються з лідером міста Майстром Ні. Ні запускає міну-пастку, яка обвалює частину храму і перемагає бандитів. Ні возз'єднується зі своєю довньою подругою Бінґі та Ханом. Коли вони допомагають відновлювати місто, Чі помічає, що у Бінгі великий шрам через усе горло. Двоє мандрівників обговорюють концепцію розповідання історій; Бінґі заявляє, що її історія — це її власна історія, і вона не буде нею ділитися. Чі погоджується зачекати, знаючи, що правда відкриється в майбутньому.

## Основні теми
Ай Цзян із Strange Horizons пише, що «До річкових земель» «підкреслює подвійність реальності та історій, способи, якими історії розповідаються, переживаються та споживаються, їхню правду та неправду, а також те, як вони допомагають зібрати минуле разом». В огляді також зазначено, що:
Різниця між тим, щоб бути свідком легенд, як вони створюються з перших вуст, і просто передавати їх як переказані історії, записуючи їх, як почуті від інших, ще більше підкреслюється думками Чиха: «Я пам'ятатиму, що я був наляканий […] Я пам'ятатиму, як це було — бачити битву між людьми, які б'ються не як люди, які є тим, від кого походять легенди» (с. 93). Знову ж таки, Чих розмірковує про це далі, кажучи: «Можливо, тобі розповідають про це два чи три рази, і ти просто не розумієш, що ти чуєш» (с. 105). Відбувається зсув у передачі історій та легенд від усної форми до письмової, коли Чих вирішує записувати від руки історії, які вони чують, замість того, щоб «Майже геніальний» зберігав їх по пам'яті, що змушує нас замислитися над тим, як ми зберігаємо, переживаємо та говоримо про спогади зараз.

## Критика
Publishers Weekly відзначив нову рецензію, назвавши її «ідеальною частиною серії» та похваливши характеристику Во, пропонуючи «глибше розуміння самих Чихом, персонажа, якого, можливо, залишили як пристрій для обрамлення в менших руках». Рецензія на Cyprus Mail похвалила частину за її теми автентичності та оповіді, написавши, що Во досліджує, «наскільки інші мають право на особисту історію. Що важливіше: зберегти правду чи конфіденційність і особисту цілісність?» У рецензії зазначено, що це «урок, який варто вивчити, і книга, яку варто прочитати». Ґері К. Вольф у своїй рецензії для Locus написав, що «здається, під поверхнею ховається набагато більший наратив, оскільки світ Чиха продовжує розкриватися часто несподіваним чином». Вулф стверджує, що «Чих та Майже Геніальний — надзвичайно приваблива пара, і я був би радий повернутися до них у будь-який час».
Повість «До річкових земель» отримала премію Ignyte Award 2023 як найкраща повість. Вона була фіналісткою премії «Г'юго» 2023 року за найкращу повість та премії «Локус» 2023 за найкращу повість.